# Calle del Príncipe (Vigo)

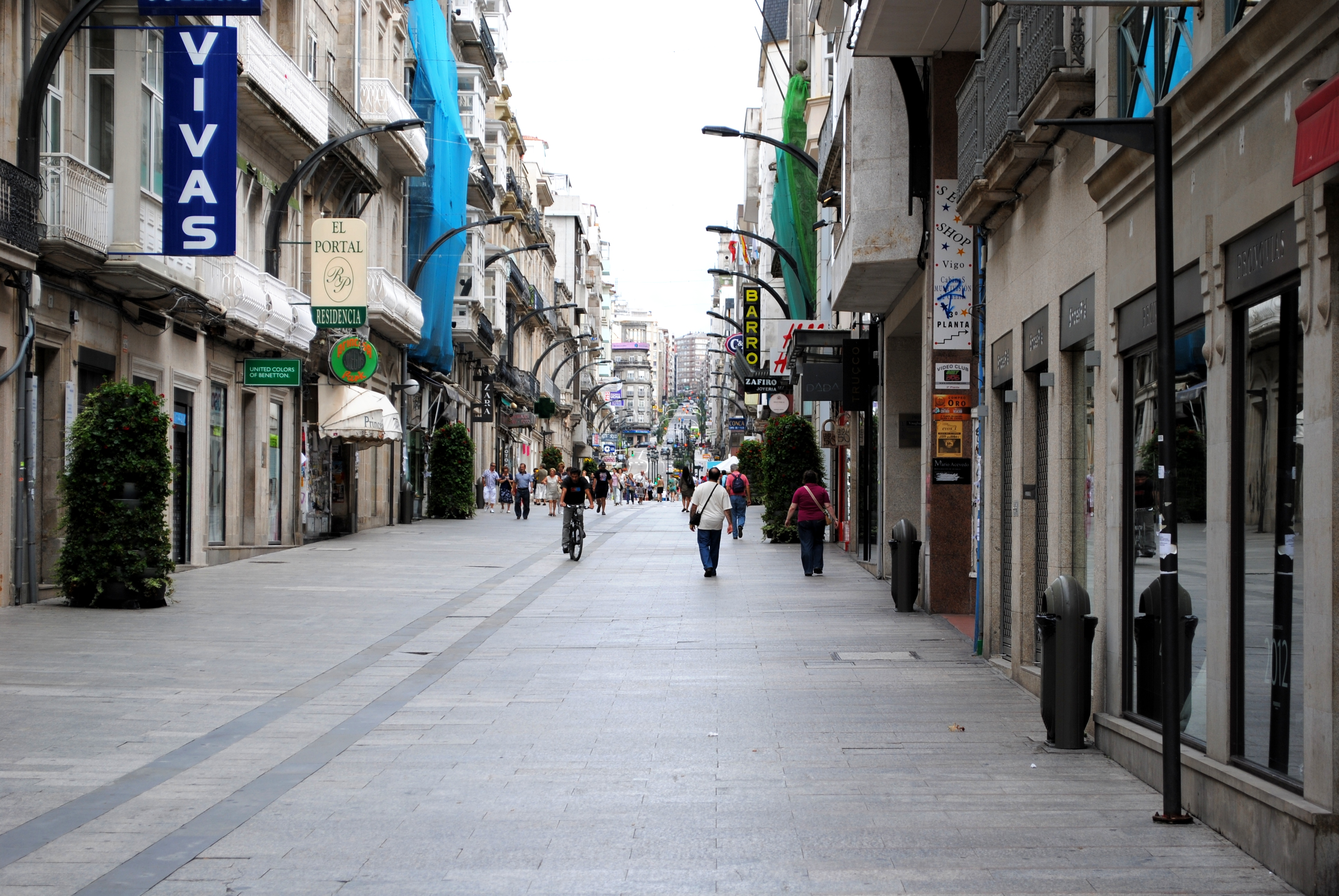
Negocios comerciales en la Calle del Príncipe.

La Calle del Príncipe es una calle de Vigo. Debe su nombre en honor de Alfonso XII de España, hijo de Isabel II de España, de aquellas Príncipe de Asturias, fue inaugurada en 1861. Constituye uno de los primeros y más importantes centros de comercio de la ciudad, con grandes bajos comerciales, empresas del comercio textil y de moda. Se encuentra muy próxima a la paralela calle del Progreso, formando un verdadero centro comercial abierto donde abundan negocios, mercados de abastos y otro tipo de locales. En esta calle también se encuentran edificios históricos, como A Sede del Real Club Celta de Vigo o el museo MARCO. 
La calle del Príncipe comienza en la farola de Urzaiz, situada en la calle homónima y termina en la plaza de la Puerta del Sol. En todo su recorrido, totalmente peatonal, se entrecruza con diferentes calles perpendiculares. Son, en el siguiente orden, la Ronda de Don Bosco, la calle de Londres, las calles de Velázquez Moreno, Eduardo Iglesias, López de Neira y Doctor Cadaval. 

## Historia
La calle del Príncipe fue inaugurada en el año 1861 tras la reforma y urbanización de la carretera que existía previamente. Constituyó la primera calle urbanizada extramuros de la antigua Muralla de Vigo, que comenzó a ser derribada tres años antes, en 1858.
Así, el bando municipal que inauguraba públicamente la calle rezaba lo siguiente:

El ayuntamiento se da por enterado de una instancia que los vecinos de aquella carretera que, partiendo de la Puerta del Sol, se dirigía cara el Arenal, elevan a la Corporación, pidiendo que se denomine a aquella calle como calle del Príncipe, en honor del príncipe de Asturias, futuro Alfonso XII.
Bando municipal

## Galería de imágenes

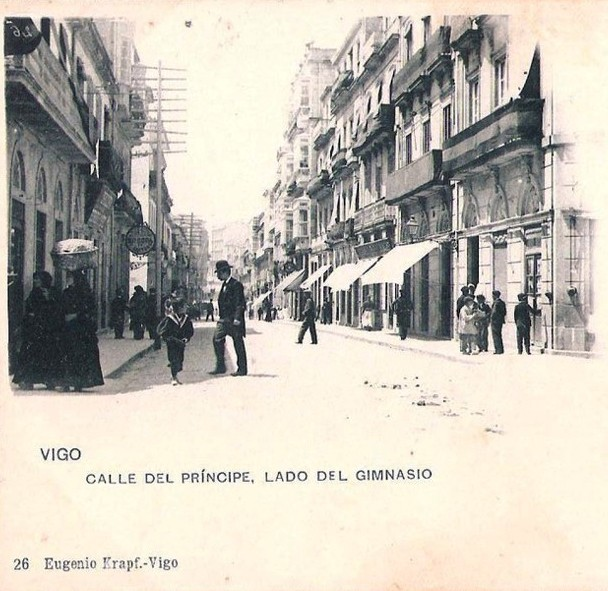
Calle del Príncipe en una postal de Eugenio Krapf.
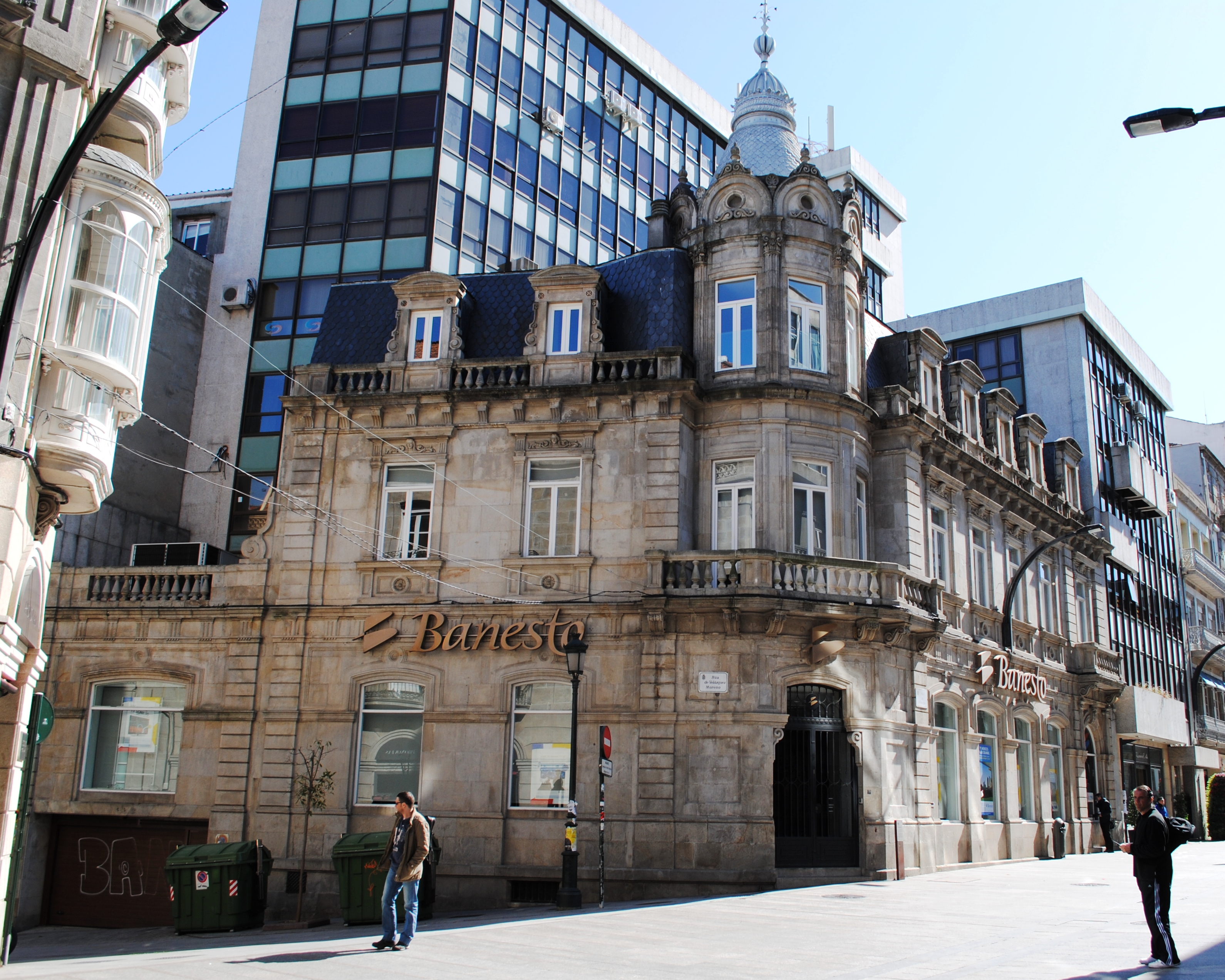
Casa de Estanislao Durán.
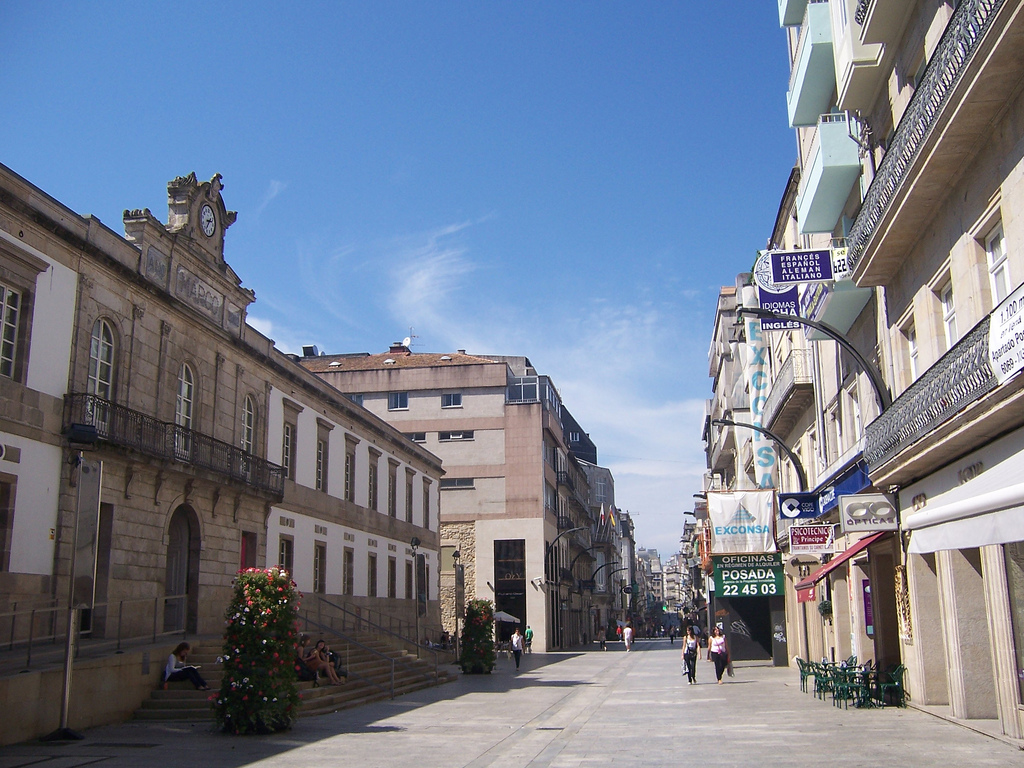
Museo MARCO.
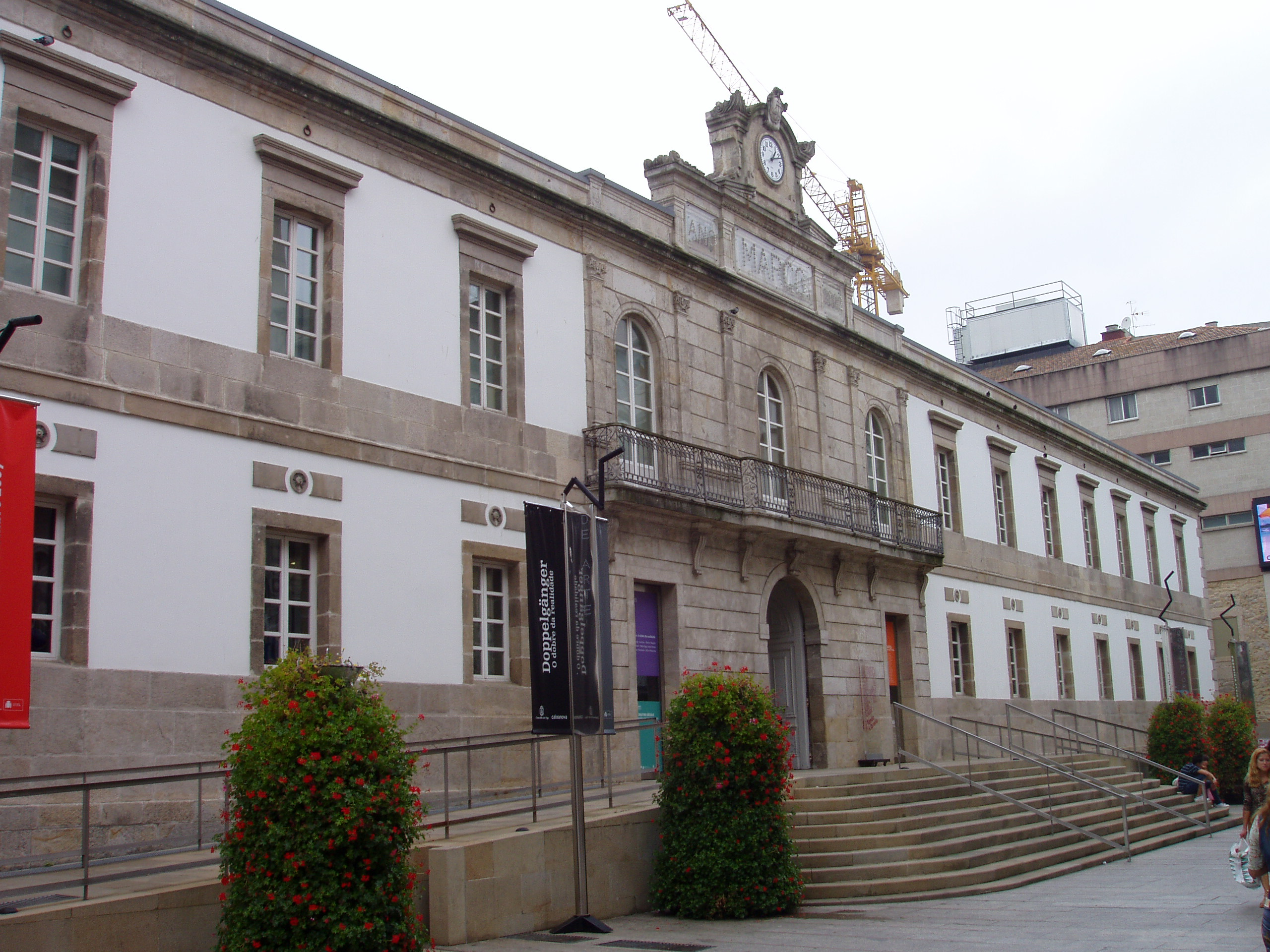
Museo MARCO.
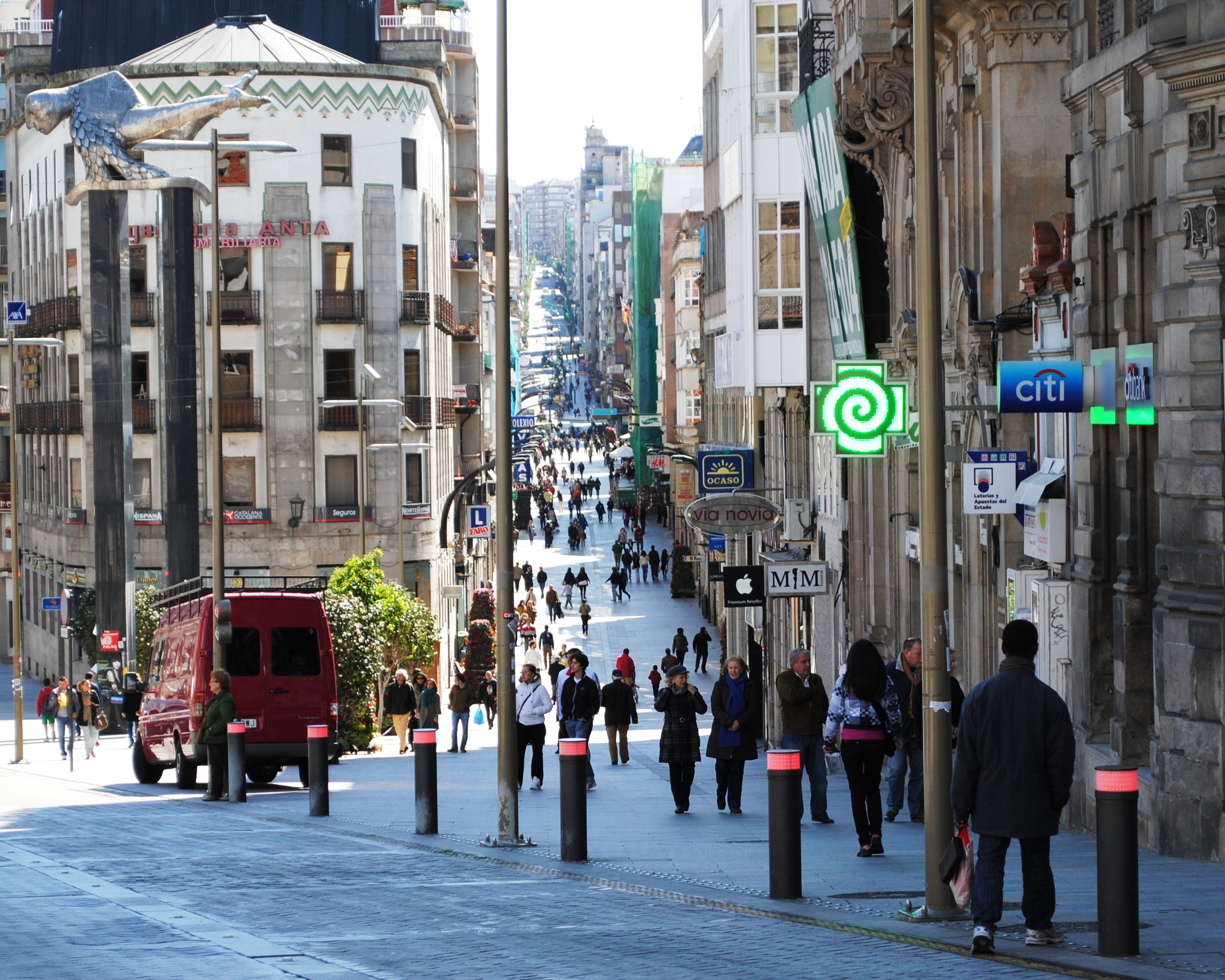
Calle del Príncipe desde la Puerta del Sol.
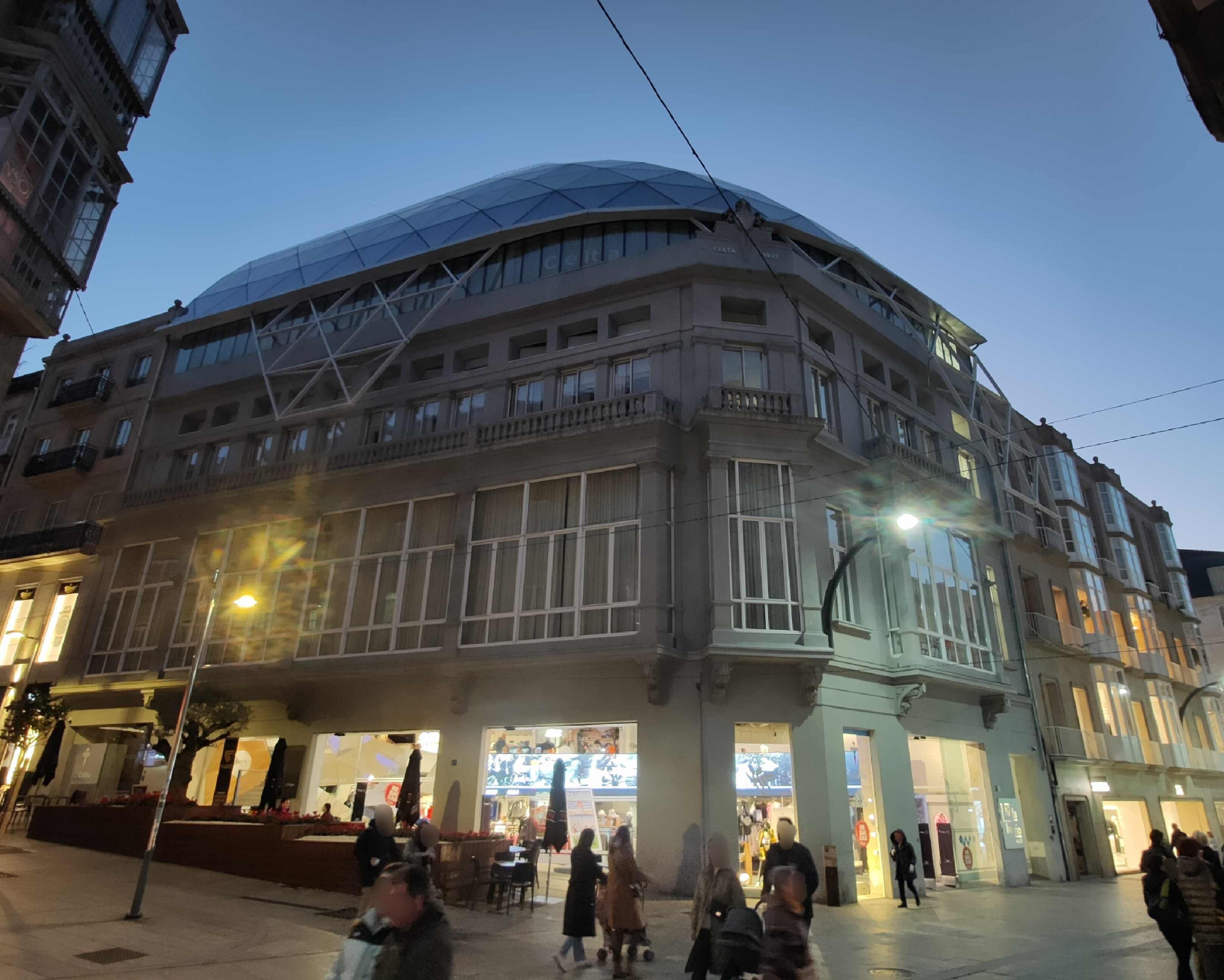
A Sede, edificio administrativo del Real Club Celta de Vigo.
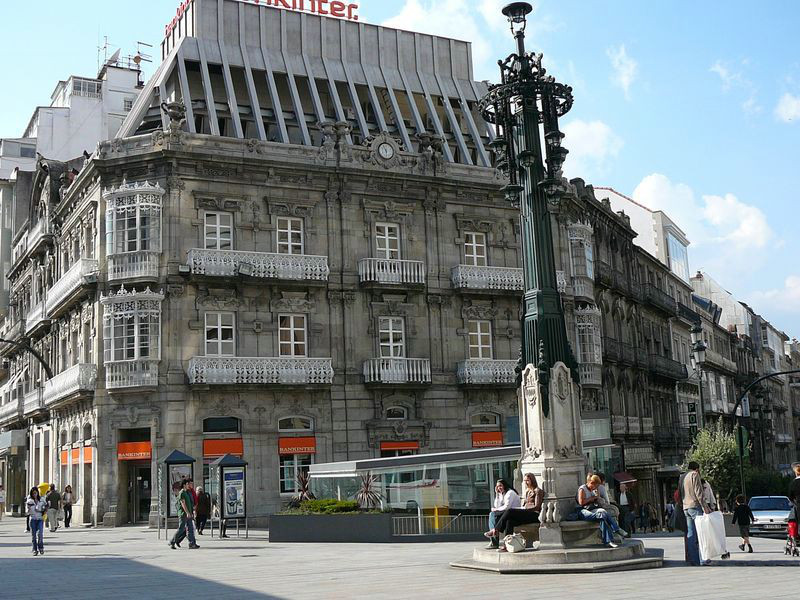
Farola de Urzaiz, al inicio de la calle del Príncipe.